# Saint-Médard-de-Presque
Saint-Médard-de-Presque là một xã thuộc tỉnh Lot tây nam Pháp. Xã có diện tích 5,29 km², dân số theo điều tra năm 1999 là 201 người. Khu vực này có độ cao trung bình 400 mét trên mực nước biển.